# Francis Wilkinson Pickens
Francis Wilkinson Pickens, född 7 april 1805 i Colleton District i South Carolina, död 25 januari 1869 i Edgefield i South Carolina, var en amerikansk politiker och diplomat. Han var ledamot av USA:s representanthus 1834–1843 och guvernör 1860–1862. I representanthuset representerade han först Nullifier Party. År 1839 bytte han parti och blev demokrat. Amerikanska inbördeskriget bröt ut under Pickens tid som guvernör och South Carolina var den första sydstaten att besluta om utträde ur USA.
Pickens avbröt 1827 sina studier vid South Carolina College (nuvarande namn University of South Carolina). Han studerade sedan juridik och var verksam som advokat och plantageägare i South Carolina. Förutom för USA:s representanthus tjänstgjorde han även som ledamot av South Carolinas representanthus i olika omgångar. Han var USA:s beskickningschef i Tsarryssland 1858–1860.
Pickens efterträdde 1860 William Henry Gist som South Carolinas guvernör och efterträddes 1862 av Milledge Luke Bonham.
Pickens avled 1869 och gravsattes i Edgefield.